# Ducat d'Alta Lorena
El ducat d'Alta Lorena fou una jurisdicció feudal que va sorgir del repartiment del ducat de Lotaríngia el 959 en dos ducats, l'Alta Lorena (o Alta Lotaríngia) i la Baixa Lorena (o Baixa Lotaríngia). Posteriorment va agafar el nom de ducat de Lorena.

## Formació del ducat

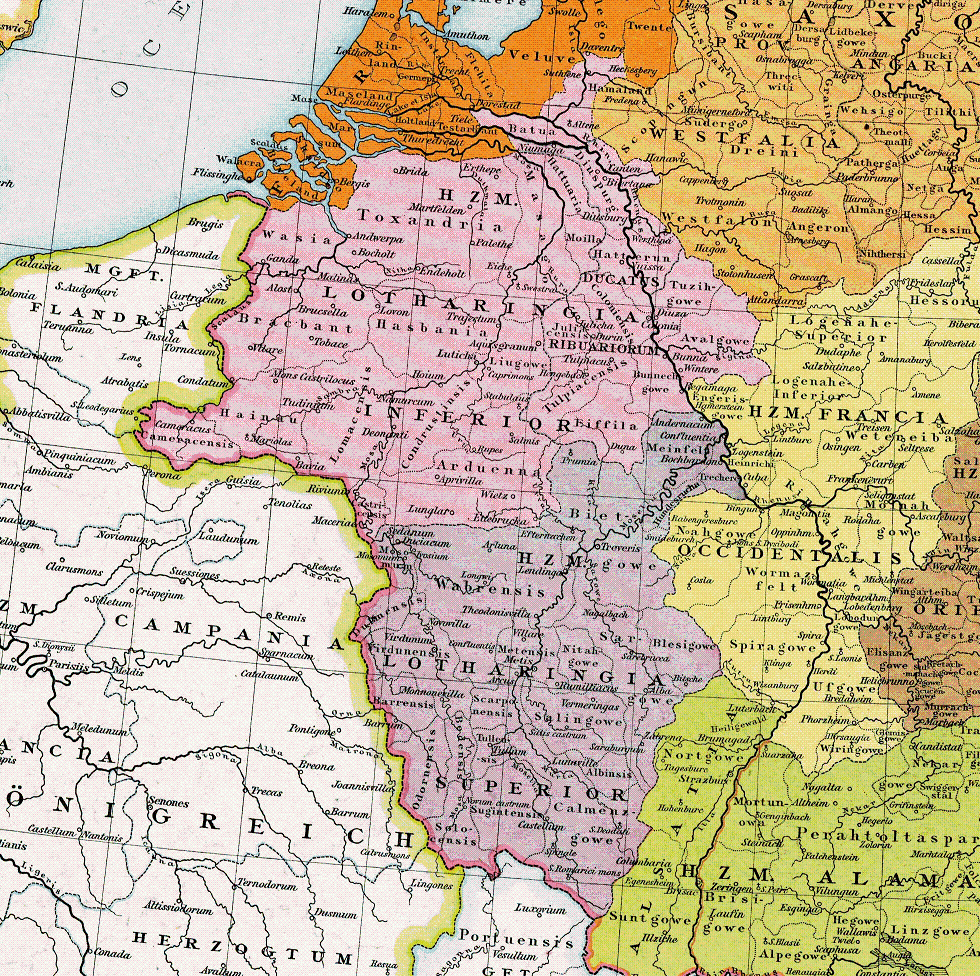
La Baixa i l'Alta Lotaríngia vers l'any 1000

A partir de 901, la Lotaríngia va ser confiada pel rei de Germània i després l'emperador a ducs, la importància del qual consistia en el fet que era una frontera de cara al regne de França; aquesta situació així com les freqüents revoltes dels feudals de Lotaríngia, van conduir al duc Brunó de Colònia, duc de Lotaríngia nomenat pel seu germà l'emperador Otó I, a dividir el ducat en dos:
- la Baixa Lotaríngia, a grans trets el modern Benelux
- l'Alta Lotaríngia, que esdevindrà el ducat de Lorena

L'Alta Lotaríngia corresponia a tota la part de la província eclesiàstica de Trèveris situada sobre la riba esquerra del Rin, és a dir a les diòcesis de Metz, Toul, Verdun i la part més considerable de la de Trèveris; comprenia a més a més la petita porció de la diòcesi de Reims que abraçava els antics pagi de Mouzon, de Castrice i del Dormois.
El ducat d'Alta Lotaríngia o Alta Lorena, i després ducat de Lorena, dependrà sempre del Sacre Imperi Romanogermànic, fins a l'acord que el va donar a França el 1736. Els ducs se succeïen de manera dinàstica; fins a l'emperador Carles V, que va renunciar a aquesta prerrogativa, necessitaven això no obstant, la investidura de l'emperador.

## Alta Lotaríngia
El duc Brunó va instal·lar com a viceduc d'Alta Lotaríngia al comte de Bar Frederic, de la casa de les Ardenes. Aquest va prendre el títol de duc d'Alta Lotaríngia el 977, i el càrrec es va transmetre als seus descendents, fins a Frederic III d'Alta Lorena, que va morir el 1033. El ducat va ser llavors confiat a un cosí, Goteló I de Lotaríngia, qui era ja duc de Baixa Lotaríngia.
A la seva mort el 1044, el seu fill Godofreu II el Barbut el va succeir a l'Alta Lotaríngia, però la Baixa no li va ser atribuïda. Irritat, el Barbut, es va revoltar el 1046, però va ser vençut, i l'Alta Lotaríngia li fou confiscada (1047).
L'emperador Enric III va designar llavors al comte de Metz, Adalbert de Lorena (Adalbert III de Metz), al capdavant del ducat d'Alta Lotaríngia que en endavant va portar el nom de ducat de Lorena. Adalbert és considerat com el primer duc de Lorena.
Els diferents trastorns que van agitar el ducat durant aquest període van fer que certs senyors lorenesos es revoltessin i van assolir més o menys una independència de fet:
- els Tres Bisbats de Metz, Toul i Verdun, dels quals els bisbes van acabar prenent el títol de comtes d'aquestes ciutats i prínceps de l'Imperi
- el comtat de Bar, dirigit pels descendents de Frederic III en línia femenina, que reclamaven el ducat
- el comtat de Vaudémont, atribuït a un fill petit de la família d'Alsàcia després a fills no primogènits de la casa de Lorena
- els comtats de Salm, Blieskastel, Zweibrücken (Dos Ponts), Saarbrücken i Sarrewerden.

Aquests diferents territoris van formar enclavaments en el ducat de Lorena; escapaven a l'autoritat del duc i van tenir la seva pròpia història.
Per a la continuació de la història vegeu Ducat de Lorena.

## Llista de ducs
- 959 - 984: Frederic I (vers 942 † 984), comte de Bar
- 984 - 1026: Thierry I (vers 965 † 1026), fill
- 1026 - 1028: Frederic II (vers 995 † 1028), fill
- 1028 - 1033: Frederic III (vers 1015 † 1033), fill
- 1033 - 1044: Goteló I, fill de Godofreu I el Captiu de Verdun i germà de Godofreu III de Baixa Lotaríngia. Duc de Baixa Lotaríngia el 1023, duc d'Alta Lotaríngia el 1033.
- 1044 - 1047: Godofreu el Barbut.
- 1047-1048: Adalbert d'Alsàcia (Adalbert III de Metz)
- En endavant Ducat de Lorena